# Valentin Spitz
Pour les articles homonymes, voir Spitz.
Valentin Spitz, né le 22 mars 1986, est un écrivain, psychanalyste et journaliste français. 
D'abord journaliste à RTL et Europe 1 et I-Télé de 2007 à 2016, puis chroniqueur dans La Nouvelle Édition de 2016 à 2017 où il réalise des portraits, il devient psychothérapeute.

## Biographie
Après des études d'histoire, Valentin Spitz a obtenu un master de psychanalyse à l'université de Montpellier. Il intervient également depuis plusieurs années auprès des adolescents de la Maison de Solenn, au sein notamment de l'atelier radio et de la cellule de psychodrame. De 2013 à 2017, il suit des études à l'EPHEP à Paris et devient psychothérapeute. 
En septembre 2012, il publie avec Véronique Bernheim une biographie de Najat Vallaud-Belkacem aux éditions First.
Il publie en septembre 2014 une autre biographie d'Arnaud Montebourg aux éditions de l'Archipel. Dans ce livre, il révèle des propos tenus par Arnaud Montebourg concernant François Hollande alors qu'il était encore ministre, « Hollande ment tout le temps. C'est pour ça qu'il est à 20 % dans les sondages. Il ment. Il ment tout le temps, depuis le début ».
Dans L'Express, Christophe Barbier estime que « C'est le livre qui aurait dû, à sa sortie le 10 septembre, entraîner le limogeage d'Arnaud Montebourg du gouvernement ».
En juin 2016, Valentin Spitz publie son premier roman, Et pour toujours ce sera l'été, aux éditions Jean-Claude Lattès. 
À l'occasion de la sortie du roman, Valentin Spitz publie une nouvelle inédite, Le Cœur fou, pour le magazine Elle.
Le 9 mai 2018, il publie son quatrième livre et deuxième roman aux éditions Stock, Juliette de Saint-Tropez, inspiré de la vie de sa grand-mère. Si le livre est peu repris dans les médias, il rencontre cependant un certain succès auprès des lecteurs et des blogueurs sur les réseaux sociaux qui publient de nombreuses chroniques à propos du roman dont celle de la chroniqueuse littéraire et auteur Agathe Ruga qui écrit dans son billet : « Si un jour j’ai un petit-fils, j’aimerais qu’il soit Valentin Spitz ! Quel hommage sublime à celle qui fut autant admirée que critiquée ! En la racontant, l’auteur délivre sa famille.. (...) C'est un grand coup de cœur ». Patrick Poivre d'Arvor, dans son émission Vive les livres sur CNews en fait également son coup de cœur et invite l'auteur en plateau le 2 juin 2018.
Sur son site officiel, Valentin Spitz explique sa conception du roman : « je conçois le roman comme une enquête sur la vie. Dans chacun de mes livres je tente de saisir quelque chose du monde et des humains. Pourquoi agissent-ils ainsi ? Que veulent-ils ? Après quoi courent-ils ? À travers les mots je donne et je trouve un sens à une existence aussi merveilleuse que difficile pour nous tous, êtres vivants. Avec les histoires que je tisse j'essaye d'accrocher un peu de ce réel et de cette vie qui nous échappe toujours… J'ouvre des portes, je cherche la lumière. »
Invité de l'émission Quotidien le 5 février 2019, Alain-Fabien Delon révèle que Valentin Spitz a coécrit avec lui, son premier livre, De la race des seigneurs, paru chez Stock en février 2019. Dans L'Express du 24 février 2019  il précise : « C'est mon ami Valentin Spitz, écrivain et psy, qui m'a orienté vers Stock, maison d'édition historique, littéraire, prête à me considérer comme un véritable auteur. Et Valentin m'a donné l'idée des entretiens de mon narrateur avec un psychanalyste... »
En 2019, Valentin Spitz publie un nouveau livre, le sixième, aux éditions Flammarion, avec son père Christian Spitz, Éloge de l'imperfection parentale.
En mars 2020, Valentin Spitz publie "comment ne pas aller voir un psy avec son enfant" aux éditions du Cherche Midi. 
Le 17 février 2021, Valentin Spitz publie son huitième livre et troisième roman aux éditions Stock, "Un fils sans mémoire". 
Dans ce roman à caractère autobiographique, Valentin Spitz raconte la construction d'un enfant face à un père absent et le combat à mener pour porter son nom lorsqu'on a pas été reconnu à la naissance. 
Le 19 février 2021 le magazine Elle qualifie le livre de "très fort et poignant". Dans une interview à ce même magazine, Valentin Spitz explique avoir écrit ce livre "pour les enfants, petits ou grands, qui vivent l'absence et s'intéressent à la question de leur nom". 
Après Elle, c'est le magazine Femme Actuelle qui fait du livre son coup de coeur, le 5 mars 2021: "Père manquant, fils manqué : le verdict tombe dès les première lignes de ce livre bouleversant qui vous retourne le cœur, raconte avec beaucoup de pudeur et une infinie délicatesse "comment un fils est parvenu à aimer son père". 
Le 14 mars 2021, dans son émission "la voix est livre" sur Europe 1 consacrée à Delphine de Vigan, l'écrivaine, Nicolas Carreau et Olivier Gallais font d'Un fils sans mémoire leur coup de cœur évoquant « un livre très touchant, un coup de cœur et même un coup de poing ». 
Le 9 avril 2021, c'est au tour de France Inter de faire d'Un fils sans mémoire son coup de cœur par la voix de Giulia Foïs qui invite Valentin Spitz durant une heure à être son invité dans l'émission Pas son genre. Giulia Foïs évoque alors "un livre aussi singulier qu'universel. Un fils qui interroge son père c'est l'histoire de l'humanité, comme une fille pourrait interroger sa mère".
Lors d'un entretien croisé entre Valentin Spitz et l'écrivaine Line Papin, dans le cadre du podcast littéraire "Derrière l'épaule" réalisé par la journaliste Anneka Bodocco, Line Papin estime avoir rencontré en Valentin Spitz son jumeau d'écriture : "un fils sans mémoire est la version masculine de son roman "les os des filles"; nos livres son frère et sœur".
Le 29 avril 2021, Anne Fulda du Figaro reçoit Valentin Spitz dans son émission « l'heure des livres » sur Cnews et évoque "un joli livre, qui aurait pu s'appeler "le livre de mon père" tant il parle d'une présence/ absence pesante et douloureuse..."
En mai 2021, Un fils sans mémoire fait partie des 21 livres retenus dans le cadre de l'avant dernière sélection du Prix Orange du livre 2021.
Le prix Orange du livre est présidé par Jean-Christophe Rufin. 

### Carrière à la télévision et à la radio
Valentin Spitz débute comme standardiste à France Inter en 2007. Il devient journaliste à RTL en août 2008 sur Le Journal inattendu. Il participe à la préparation de l'émission avec Christophe Hondelatte puis Harry Roselmack, réalise des reportages et présente des flashs d'information.
Pour l'émission, il part notamment au Bénin en reportage avec la première dame Carla Bruni-Sarkozy en janvier 2010. 
En août 2011, il rejoint Europe 1 pour travailler avec Bruce Toussaint sur la matinale et il devient chroniqueur littéraire pour Des clics et des claques avec Bérengère Bonte.
En 2012, il anime sur Radio Néo l'émission Le Gros Squat avec Véronique Bernheim, une émission qui met face à face une personnalité et un groupe de rock. Le 29 mars 2012 l'émission provoque une polémique quand Jacques Séguéla insulte Audrey Pulvar en direct. En mai 2012, l'émission est mise en garde par le CSA pour ces propos. 
En septembre 2015, Valentin Spitz fait ses débuts à la télévision sur I-Télé avec Laurent Bazin et Bruce Toussaint. Il réalise chaque jour à 6 h 20 puis 9 h 20 le portrait de l'homme ou de la femme du jour. 
En août 2016, il rejoint La Nouvelle Édition[réf. nécessaire] de Daphné Bürki sur C8 comme chroniqueur. Il y réalise chaque jour le portrait de l'homme ou de la femme du jour et des reportages. 
Dans une interview à L'Obs le 19 septembre 2016, Daphné Bürki explique qu'elle avait « repéré Valentin Spitz sur iTélé où il faisait les portraits du jour dans la matinale. ».
Pour son premier passage dans l'émission du groupe canal, il brosse le portrait de JK Rowling.
En parallèle de ces activités, Valentin Spitz est un temps chroniqueur à La Règle du jeu.
Il ouvre son cabinet de psychothérapie en 2017.